# Stary Dsedsin
Stary Dsedsin (belarussisch Стары́ Дзе́дзін Stary Dsedsin; russisch Ста́рый Де́дин Staryj Dedin, andere deutsche Varianten sind Altes Dsedsin und Altes Dedin) ist ein Dorf im östlichen Teil von Belarus. Es hat etwa 200 Einwohner und liegt innerhalb des Rajons Klimawitschy in der Mahiljouskaja Woblasz. Stary Dsedsin befindet sich am rechten Ufer des Flusses Ostjor, fünf Kilometer von der Grenze zur Russischen Föderation entfernt. Ebenfalls fünf Kilometer entfernt liegt in südlicher Richtung die Bahnstrecke Iwazewitschy – Babrujsk – Krytschau.

## Namensabstammung
Laut lokalen Volkslegenden entstand der Name des Ortes aus dem Wort „dsed“, auf Belarussisch Alter Mann, da laut Überlieferung der erste Bewohner dieses Ortes 125 Jahre alt wurde. Andere Quellen meinen, der Name stammt vom Wort „dsedsina“ ab, welches im Mittelalter benutzt wurde und für einen bestimmten Typ von Feudalgrundbesitz steht, bei dem der Landbesitz vom Großvater zum Enkel übergeht. Anfangs war es die Mitte eines Landguts, das einige Nachbardörfer umfasste. Nachdem eine neue Siedlung gleichen Namens nebenan entstand, begann man sie Stary (Altes) Dsedsin und Novy (Neues) Dsedsin zu nennen. Diese Namen haben sich bis heute erhalten.

## Dorfgeschichte
Ausgrabungen zeigen, dass die ersten Bewohner hier bereits in der Steinzeit lebten. Vor einigen tausend Jahren wurde dieses Gebiet von finno-ugrischen Stämmen besiedelt, wovon die finno-ugrische Namenabstammung des Flusses Ostjor zeugt. Die ersten Indogermanen erschienen hier etwa im 2. Jahrtausend v. Chr., vom Süden her über den Dnieper, den Sosch und entlang deren Nebenflüssen kommend. Sie waren die Urahnen der modernen baltischen Völker. Die ersten slawischen Volksgruppen in dieser Gegend waren die Radimitschen, welche im 8.–9. Jahrhundert aus dem Süden zugewandert sind. In der näheren Umgebung wurden zudem Relikte der Kriwitschen gefunden, also von einem anderen slawischen Stamm, welcher das nördliche Gebiet bevölkerte. 1926 fand die Untersuchung einiger Grabhügel der Radimitschen statt, wobei man Objekte aus dem 10.–13. Jahrhundert fand.
Dsedsins Schatz (siehe unten) wurde hier Ende des 10. Jahrhunderts begraben, was dafür spricht, dass sich an diesem Ort früher eine Siedlung befunden hat. Dies allein reicht jedoch nicht, um genau diesen Fund als Stary Dsedsins Ursprung zu bezeichnen. Trotzdem wurde 985 als symbolisches Gründungsdatum des Dorfes angenommen. 2010 ist das 1025-jährige Jubiläum gefeiert worden. Die eigentliche Siedlung names Dsedsin ist erstmals in Dokumenten des 16. Jahrhunderts erwähnt worden. Archäologen entdeckten hier Hofreste aus dem 14.–18. Jahrhundert.<.

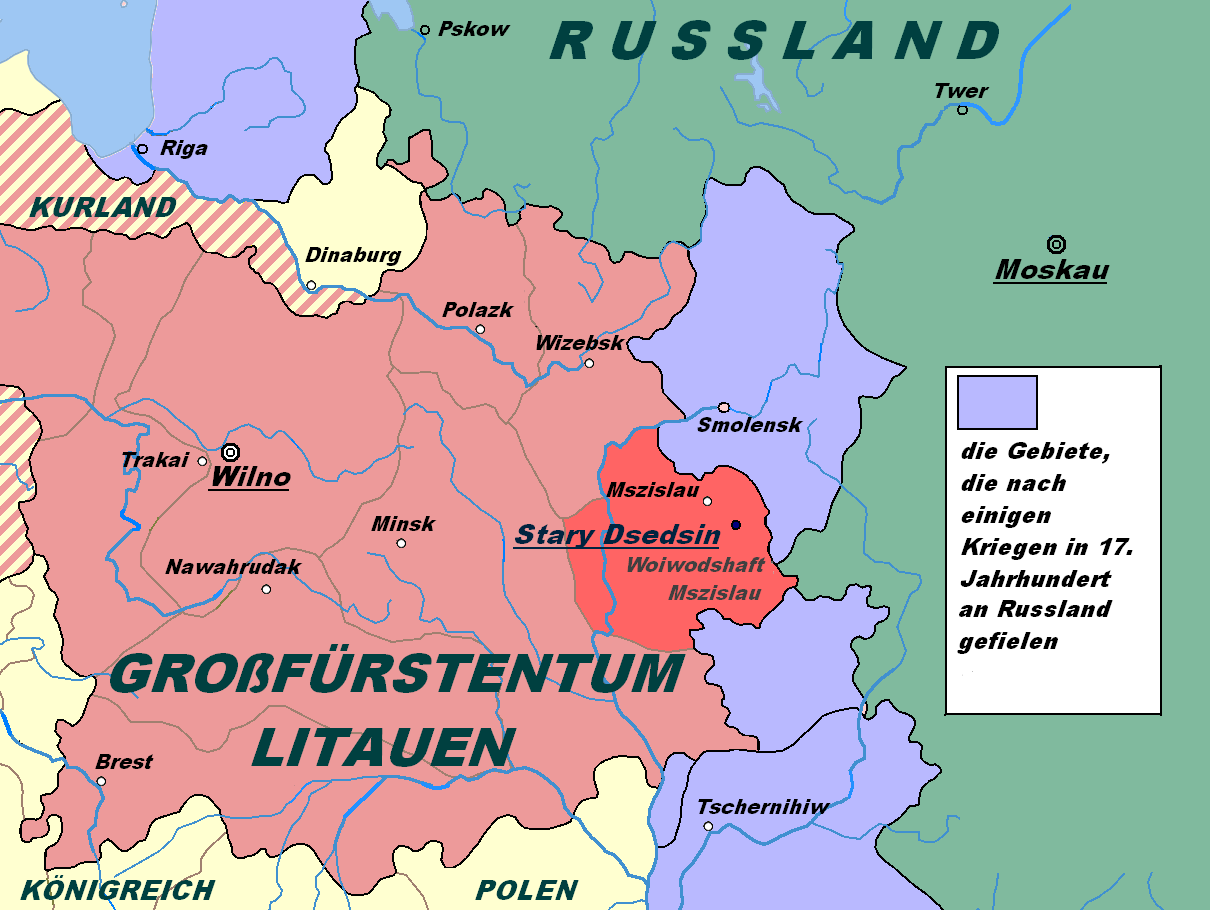
Stary Dsedsin auf der Karte der 17.–18. Jahrhunderte

Im 12.–14. Jahrhundert gehörte dieses Gebiet zum Fürstentum Smolensk und wurde danach Teil des Großfürstentums Litauen. Nachdem die Moskauen-Litauen Kriege anfingen, befand sich Stary Dsedsin neben der neuen Grenze zu Russland und litt ständig unter Feindseligkeiten zwischen diesen Fürstentümern während der folgenden zwei Jahrhunderte. 1740–1744 lag das Dorf im Ereignishorizont des Krytschaus Bauernaufstand.
1772, nach der ersten Teilung des Doppelstaates Polen-Litauen, fiel Stary Dsedsin an das Russische Reich.
Während des Ersten Weltkrieges und Polnisch-Sowjetischen Krieges geriet es in Nähe der Frontlinie, blieb aber vom Kriegsgeschehen verschont.
1924 wurde Dsedsin Teil der Belarussischen Sozialistischen Sowjetrepublik.
Während des Zweiten Weltkriegs wurde Stary Dsedsin von der deutschen Wehrmacht im August 1941 erobert und im September 1943 von der Sowjetarmee zurückerobert. 138 Einwohner wurden durch den Krieg getötet.

## Lokale Traditionen
Die Dorfbewohner erhalten ihre jahrhundertealten Traditionen. Es gibt ein Volksensemble „Astranka“, das wird bei Halina Brykawa geführt und trägt seinen Namen nach dem Fluss Ostjor. Die Ensemblemitglieder sammeln die lokalen Volkslieder und stellen sie vor. Gelehrte der Universität Leningrad kamen hierher um diese Lieder zu hören und aufzuschreiben. Stary Dsedsin ist auch durch Töpfer- und Webereitraditionen bekannt, die Wera Zerenzjewna Staljarowa weiter fortführt.
Das Dorf ist auch durch einen uralten Regenrufenbrauch berühmt. Während der Dürrezeit „pflügen“ die Frauen den Fluss und singen Lieder, mit denen man früher den Regengeist rief. Dieser Brauch hat sehr tiefe heidnische Wurzeln.

## Der Schatz von Dsedsin
Dsedsin wurde landesweit berühmt, nachdem hier einer der ältesten Schätze in Belarus gefunden wurde.
1926 pflügte der Bauer Traphim Hudkou sein Land und stieß dabei auf einen Topf mit alten Münzen. Ales und Pawel Prudnikau schrieben darüber einen Artikel in der lokalen Zeitung. Bald darauf kamen Gelehrte aus der Akademie der Wissenschaften der BSSR und sandten die Münzen nach Minsk. Die genaue Analyse stellte fest, dass die Münzen zwischen 980 und 985 vergraben wurden. Im Topf befanden sich 204 Münzen: 201 Kufischen Dirheme, zwei Denarii und ein byzantinischer Miliaresion. Die gefundenen Dirheme wurden in Antiochia am Orontes, Bagdad, Hamadan, Isfahan, Balch, Samarkand, Buchara und anderen Orten geprägt. Es ist möglich, dass dieser Schatz einem reichen Kaufmann gehörte und an dieser Stelle vergraben wurde, weil hier eine Abzweigung des Weges von den Warägern zu den Griechen lag.
Der Schatz wurde im belarussischen Staatsmuseum ausgestellt, ist aber seit dem Zweiten Weltkrieg verschollen.
Im Sommer 2010 wurde bei der Einfahrt des Dorfes ein Denkmal auf den damaligen Fundort gestellt.

## Verdiente Personen
Einige verdiente Personen kamen aus diesem Dorf:
- Ivan Dsemidsenka, Doktor der Veterinärmedizin, Verdienter Wissenschaftler der BSSR
- Mikalaj Kawaljou, Doktor der Veterinärmedizin
- Lidsija Kirpitschenka, Verdienter Lehrer der BSSR
- Wital Machanko, Ingenieur im russischen Raumfahrtkonzern RKK Energija
- Ales Prudnikau, belarussischer Dichter
- Pawel Prudnikau, belarussischer Dichter, Verdienter Kulturarbeiter in Belarus[10]